# Sosnowaja Polana (przystanek kolejowy)
Sosnowaja Polana (ros. Сосновая Поляна) – przystanek kolejowy w miejscowości Petersburg, w Rosji. Położony jest na linii z Dworca Bałtyckiego do Wiejmarna.